# 楊宣 (西漢)
杨宣（?—?），字君纬，西漢什邡人。楊宣年輕時曾拜楚国人王子张、河内人郑子侯以及杨公叔等人為師，後來楊宣又教授數百名學生。漢成帝任命其為谏大夫。漢成帝沒有兒子，杨宣上書漢成帝應該立定陶恭王之子为太子，漢成帝最終將定陶恭王之子劉欣立為太子，後來楊宣外任为交州牧。漢哀帝即位後，任命楊宣為河内太守，後又擔任太仓令。楊宣又上書漢哀帝應賜予周公、孔子后代爵位，漢哀帝聽從，於是封周公后代公孙相如为褒鲁侯，孔子后代孔均为褒成侯。漢平帝时，任命其為讲学大夫，讓其与刘歆共同校勘书籍。杨宣於居摄年間去世。